# Cementerio Héroes del gas
El Cementerio Héroes del Gas, también conocido como Cementerio Tarapacá por su cercanía con el Regimiento Tarapacá, es un sitio funerario ubicado al sur de la ciudad de El Alto, Bolivia, en la zona Santiago I.

## Características
El cementerio es, junto al Cementerio de Villa Ingenio y Mercedario, uno de los 3 cementerios de administración municipal,  se encuentra a corta distancia de la Avenida 6 de marzo, en 2017 el Gobierno Municipal de El Alto refirió que en el mismo se hallaban registrados 7500 restos morales.
En 2019 se decidió su cierre debido a que ya no existe espacio para la recepción de más restos morales.
Entre las características más importantes del Cementerio se encuentra el Mausoleo dedicado a los caídos en la masacre de octubre, durante la Guerra del gas.

## Guerra del gas
La guerra del gas fue un enfrentamiento entre el ejército de Bolivia y ciudadanos de El Alto que realizaban bloqueos en las ciudades de El Alto y La Paz, como consecuencia de este enfrentamiento murieron al menos 60 personas, siendo civiles la gran mayoría de ellos.
El Cementerio Héroes del gas conserva los cuerpos de al menos 9 de estas personas en un mausoleo dedicado a ellas.

## Ritos
El Cementerio, como es usual en la región, recibe a dolientes y alberga ritos sincréticos aymaras y católicos en la fiesta de Todos Santos, autoridades municipales realizan labores de mantenimiento los días previos a esta festividad con el objeto de brindar un espacio cómodo y adecuado para la celebración religiosa.
Paralelamente en el sector se identificaron actividades irregulares relacionadas con otro tipo de rituales no autorizados.